# حمض الدوكوساتتراينويك
حمض الدوكوساتتراينويك هو حمض دهني غير مشبع له الصيغة الكيميائية C22H36O2، مع وجود أربع روابط مضاعفة، تكون إحداها على الكربون رقم 6 من الطرف الميثيلي للسلسلة، ولذلك فهو من أحماض أوميغا 6.

## الوفرة الطبيعية
يوجد حمض الدوكوساتتراينويك طبيعياً على شكل غليسيريد في الطحالب والإسفنجيات؛ كما يوجد بنسب ضئيلة في المشتقات الحيوانية.

## الأهمية الحيوية
يوجد حمض الدوكوساتتراينويك على شكل المتصاوغ الذي تكون فيه جميع الروابط المضاعفة من النمط المقرون (cis)، والمعرف بالاسم الدارج حمض الأدرينيك، وذلك بنسب وفيرة في تركيب أنسجة الدماغ، وذلك برفقة حمض الأراكيدونيك؛ حيث يشكل هذان الحمضان معاً ما نسبته 90% من تركيب الدماغ البشري الأولي.
يستقلب حمض الدوكوساتتراينويك في الجسم ليعطي نواتج فعالة حيوياً.